# Allée du Réservoir
L'allée du Réservoir est une voie de circulation des jardins de Versailles, en France.

## Description
L'allée du Réservoir débute à l'ouest sur l'allée de Bailly et se termine environ 350 m à l'est sur l'allée des Hâ-Hâ.